# Japanischer Fußball-Supercup 2011
Der japanische Fußball-Supercup 2011 wurde am 26. Februar 2011 zwischen dem japanischen Meister 2010 Nagoya Grampus und dem Kaiserpokal-Sieger 2010 Kashima Antlers ausgetragen.

## Spielstatistik
| Paarung         | Nagoya Grampus – Kashima Antlers |
| Ergebnis        | 1:1 (0:0), 3:1 i. E. |
| Datum           | 26. Februar 2011 um 13:35 Uhr |
| Stadion         | Nissan-Stadion, Yokohama |
| Zuschauer       | 35.963 |
| Schiedsrichter  | Yuichi Nishimura |
| Tore            | 1:0 Takahiro Masukawa (54.) 1:1 Takuya Nozawa (66.) Elfmeterschießen: Joshua Kennedy Daiki Iwamasa 1:0 Jungo Fujimoto 1:1 Masashi Motoyama 2:1 Alessandro Santos Alex 3:1 Yoshizumi Ogawa Tōru Araiba                                                                                    |
| Nagoya Grampus  | Seigō Narazaki – Hayuma Tanaka, Marcus Tulio Tanaka, Takahiro Masukawa, Shōhei Abe – Naoshi Nakamura (79. Alessandro Santos), Yoshizumi Ogawa, Jungo Fujimoto – Mū Kanazaki (71. Keiji Yoshimura), Keiji Tamada (88. Shō Hanai), Joshua Kennedy Cheftrainer: Dragan Stojković ( Serbien) |
| Kashima Antlers | Hitoshi Sogahata – Tōru Araiba, Daiki Iwamasa, Masahiko Inoha, Alex – Takeshi Aoki, Mitsuo Ogasawara (74. Kōji Nakata), Takuya Nozawa, Fellype Gabriel (89. Masashi Motoyama) – Yūya Ōsako (81. Carlão), Shinzō Kōroki Cheftrainer: Oswaldo de Oliveira ( Brasilien)                     |
| Gelbe Karten    | Mū Kanazaki (35.), Naoshi Nakamura (61.) – Alex (22.) |

### Auswechselspieler
| Auswechselspieler | Auswechselspieler |
| --- | --- |
| Nagoya Grampus | Kashima Antlers |
| - Yoshinari Takagi - Mitsuru Chiyotanda - Alessandro Santos (79.) ▲ - Keiji Yoshimura (71.) ▲ - Shō Hanai (88.) ▲ - Ryōta Isomura - Kōji Hashimoto | - Tetsu Sugiyama - Kōji Nakata (74.) ▲ - Masashi Motoyama (89.) ▲ - Chikashi Masuda - Yasushi Endō - Carlão (81.) ▲ - Yūzō Tashiro |

## Supercup-Sieger Nagoya Grampus
|  | Nagoya Grampus |
|  | - Tor: Seigō Narazaki, Yoshinari Takagi - Abwehr: Hayuma Tanaka; Marcus Tulio Tanaka; Takahiro Masukawa; Shōhei Abe; Mitsuru Chiyotanda; Alessandro Santos - Mittelfeld: Naoshi Nakamura; Yoshizumi Ogawa; Jungo Fujimoto; Keiji Yoshimura; Shō Hanai; Ryōta Isomura - Angriff: Mū Kanazaki; Keiji Tamada; Joshua Kennedy; Kōji Hashimoto |
|  | Trainer: Dragan Stojković |